# Cytheridea angustata
Cytheridea angustata is een mosselkreeftjessoort uit de familie van de Cytherideidae. De wetenschappelijke naam van de soort is voor het eerst geldig gepubliceerd in 1850 door Baird.